# Джам Фироз
Насир ад-Дин Абу аль-Фатх Фируз Шах II, также известен как Джам Фероз (? — 1535/1536) — последний султан Синда из династии Самма (1508—1524). Джам Фероз потерпел поражение от династии Аргун, которая подчинила Синд.

## Начало правления
После смерти своего отца Джама Низам уд-дина в 1508 году Джам Фероз унаследовал власть в Синде. Опекуном нового и молодого правителя стал Дари-Хан, приёмный сын покойного Джама Низам уд-дина. На султанский престол также претендовал Джам Салахуддин, внук Джама Санжара. Но при поддержке Дари-Хана и некоторых других придворных покойного Джама Низам уд-дина Фероз унаследовал отцовский престол. После неудачной попытки поднять восстание против Джама Фероза Джам Салахуддинн уехал в Гуджаратский султанат, где его тетка была замужем за султаном Музаффар-шахом II (1511—1526).

## Регентство
С начала правления Джама Фероза ведение государственных дел находилось в руках его опекуна, Дари-Хана. Молодой султан своё время проводил в гареме и редко выходил из него. Во время своих выходов из гарема он предавался песням и танцам девушек, а также шуткам шутов. Местные князья и гвардейцы организовали заговор против регента Дари-Хана и убеждали Джама Фероза взять в свои руки управление государством. Дари-Хан вскоре удалился из столицы в свой джагир в окрестностях Сехвана.
Жители столицы, недовольные плохим поведением Фероза и его пренебрежением государственными делами, отправили письмо Джаму Салахуддину в Гуджарат, призывая его вернуться, занять Татту и свергнуть с престола Джама Фероза. Когда Салах уд-дин получил письмо от жителей Татты, он показал его султану Гуджарата Музаффар-шаху, который отправил его во главе большого войска в Татту. Джам Фероз ничего не знал о заговоре своей знати и тайных переговорах с Джамом Салахуддином. По совету знати Джам Фероз бежал из столицы. Джам Салахуддин вступил в Татту, не встретив сопротивления. Гвардейцы пленили Фероза и потребовали большую сумму за его выкуп. По совету своей матери Фероз отправил в Гахан, джагир Дари-Хана, где обратился к нему за помощью. Дари-Хан согласился ему помочь и стал собирать войска.

## Поражение Джама Салахуддина
Собрав силы в Северном и Центральном Синде, Дари-Хан выступил на битву с Джамом Салахуддином. На помощь Дари-Хану также прибыл могольский контингент под командованием Мехтара Самбела. Войском Салахуддина командовал его министр Хаджи. В сражении Дари-Хан потерпел поражение и отступил. Хаджи отправил письмо Джаму Салахуддину, сообщая ему о победе. Но ночью гонцы с письмами были схвачены Дари-Ханом, который изменил содержание письма, сообщив новость о разгроме армии Салахуддина. Также Дари-Хан, действуя от имени Хаджи, убеждал Салахуддина с семьей покинуть Татту. Получив послание, Салахуддин уехал из столицы и покинул Синд. Его правление длилось восемь месяцев.

## Восстановление Джама Фероза на троне
Джам Фероз вернул себе отцовский престол, но он опасался влияния своего регента Дари-Хана. В качестве меры предосторожности он взял к себе на службу большой тюркский отряд под командованием Кибака Аргуна, который из Афганистана прибыл в Татту. Джам Фероз взял их на службу и дал им жилье. 21 декабря 1520 года правитель Кандагара Шах Бег Аргун предпринял военный поход на Синд и подчинил княжество своей власти. Дари-Хан погиб в бою. После завоевания Синда Шах Бегом Аргуном Джам Фероз бежал на другой берег Инда и сдался в плен. Шах Бег вернул Татту и Нижний Синд под власть Джама Фероза, а себе взял Верхний Синд. После смерти Шах Бега Аргуна в 1524 году его сын Шах Хусейн решил избавиться от Джама Фероза и захватить его владения. Шах Хусейн разгромил синдскую флотилию, которая должна была помешать Аргунам перейти реку. Джам Фероз вновь покинул Татту в сентябре 1524 года и бежал в княжество Кач.

## Битва при Хари-Хабарло
Находясь в изгнании в Каче, Джам Фероз собрал войско из ряда племен Саммы около Чач-Хана (Бадин) в октябре 1524 года. Шах Хусейн Аргун во главе своей армии прибыл в Хари-Хабарло, близ города Тандо-Бхаго. Здесь и состоялась решающая битва за господство в Синде. Воины Джама Фероза перед сражением спешились, оставили лошадей, обвязали тюрбаны вокруг пояса и решили биться не на жизнь, а на смерть. Шах Хусейн Аргун, умело используя лучников и конницу, нанес поражение династии Самма. В этом сражении погибло 20 000 человек. Джам Фероз бежал с поля битвы, наше убежище в Гуджарате, где выдал свою дочь за султана Бахадур-шаха. Но его пребывание в Гуджарате не было мирным, так как в 1535—1536 годах Гуджаратский султанат был завоеван могольским императором Хумаюном. Джам Фероз был взят в плен моголами и убит во время ночной атаки гуджаратцев на могольский лагерь в Камбхате.